# سيراكورت
سيراكورت (بالفرنسية: Siracourt)‏ هي بلدية تقع في إقليم باد كاليه من منطقة نور با دو كاليه في شمال فرنسا. تبلغ مساحة هذه المدينة 3.14 (كم²)، وترتفع عن سطح البحر م، يبلغ عدد سكانها 249 نسمة حسب إحصاء المعهد الوطني للإحصاء والدراسات الاقتصادية سنة 2009 م. وترأس Freddy Bloquet البلدية خلال فترة (2008-2014).